# Campeonato Mineiro Segunda Divisão 2017
In 2017 werd het 24ste Campeonato Mineiro Segunda Divisão gespeeld voor voetbalclubs uit de Braziliaanse staat Minas Gerais, waarbij de competitie het derde niveau was van het Campeonato Mineiro. De competitie werd georganiseerd door de FMF en werd gespeeld van 29 juli tot 28 oktober. Ipatinga werd kampioen. 

## Eindstand
| Plaats | Club               | Wed. | W  | G | V  | Saldo | Ptn. |
| ------ | ------------------ | ---- | -- | - | -- | ----- | ---- |
| 1.     | Ipatinga           | 16   | 11 | 2 | 3  | 40:16 | 35   |
| 2.     | Democrata-SL       | 16   | 10 | 3 | 3  | 28:12 | 33   |
| 3.     | Coimbra            | 16   | 10 | 2 | 4  | 24:16 | 32   |
| 4.     | Poços de Caldas    | 16   | 9  | 3 | 4  | 27:23 | 30   |
| 5.     | Atlético B         | 16   | 8  | 3 | 5  | 34:23 | 27   |
| 6.     | União Luziense     | 16   | 7  | 4 | 5  | 27:19 | 25   |
| 7.     | Ponte Nova         | 16   | 2  | 5 | 9  | 20:35 | 11   |
| 8.     | Inter de Minas (1) | 16   | 2  | 2 | 12 | 18:36 | 5    |
| 9.     | Betis              | 16   | 0  | 2 | 14 | 13:51 | 2    |

 (1):Inter de Minas kreeg drie strafpunten.
|  | Kampioen, promotie naar Módulo II 2018 |
|  | Promotie naar Módulo II 2018           |

### Kampioen
| Campeonato Mineiro de 2017 - Segunda Divisão |
| -------------------------------------------- |
| IPATINGA 1º Titel                            |